# Lohja Lionesses 2020
Questa voce raccoglie le informazioni riguardanti le Lohja Lionesses nelle competizioni ufficiali della stagione 2020.

## Naisten I-divisioona 2020

### Stagione regolare
| Lohja 2 agosto 2020, ore 13:00 2ª giornata | Lohja Lionesses | 8 – 30 (0-8 8-14 0-8 0-0) referto | Hämeenlinna Tigers | Harjun nurmikenttä (140 spett.)\| Arbitro: \| T. Lindroos \| |
| Arbitro:                                   | T. Lindroos     |                                   |                    |                                                              |

| Seinäjoki 8 agosto 2020, ore 14:00 3ª giornata | Seinäjoki Crocodiles | 30 – 8 | Lohja Lionesses | Jouppilanvuoren tekonurmi |

| Lohja 16 agosto 2020, ore 13:00 4ª giornata | Lohja Lionesses | 12 – 28 | Kotka Eagles | Harjun nurmikenttä |

| Helsinki 20 agosto 2020, ore 18:30 5ª giornata | Helsinki Wolverines Blue | 0 – 46 | Lohja Lionesses | Brahen kenttä |

## Statistiche di squadra
| Competizione      | %Vittorie | In casa | In casa | In casa | In casa | In casa | In casa | In trasferta | In trasferta | In trasferta | In trasferta | In trasferta | In trasferta | Totale | Totale | Totale | Totale | Totale | Totale |
| Competizione      | %Vittorie | G       | V       | N       | P       | Pf      | Ps      | G            | V            | N            | P            | Pf           | Ps           | G      | V      | N      | P      | Pf     | Ps     |
| ----------------- | --------- | ------- | ------- | ------- | ------- | ------- | ------- | ------------ | ------------ | ------------ | ------------ | ------------ | ------------ | ------ | ------ | ------ | ------ | ------ | ------ |
| Stagione regolare | .250      | 2       | 0       | 0       | 2       | 20      | 58      | 2            | 1            | 0            | 1            | 54           | 30           | 4      | 1      | 0      | 3      | 74     | 88     |
| Totale            | .250      | 2       | 0       | 0       | 2       | 20      | 58      | 2            | 1            | 0            | 1            | 54           | 30           | 4      | 1      | 0      | 3      | 74     | 88     |